# اماسیا، بزوگان
اماسیا، بزوگان (به لاتین: Amasya, Bozdoğan) یک منطقهٔ مسکونی در ترکیه است که در استان آیدین واقع شده‌است.

## خصوصیات
اماسیا ۶۳۱ نفر جمعیت دارد.